# Championnats d'Afrique de cyclisme sur route 2021
Navigation
Championnats d'Afrique 2019 Championnats d'Afrique 2022
Les Championnats d'Afrique de cyclisme sur route 2021 ont lieu du 2 au 6 mars 2021 à Sheikh Zayed City en Égypte.

## Podiums masculins
| Élites                       |                                                                                             |                                                                              |                                                                                |
| Course en ligne              | Ryan Gibbons                                                                                | Nassim Saidi                                                                 | Youcef Reguigui                                                                |
| Contre-la-montre             | Ryan Gibbons                                                                                | Kent Main                                                                    | Moïse Mugisha                                                                  |
| Contre-la-montre par équipes | Afrique du Sud Ryan Gibbons Kent Main Gustav Basson Jason Oosthuizen                        | Rwanda Jean Bosco Nsengimana Moïse Mugisha Jean Eric Habimana Joseph Areruya | Algérie Nassim Saidi Youcef Reguigui Hamza Mansouri Azzedine Lagab             |
| Espoirs                      |                                                                                             |                                                                              |                                                                                |
| Course en ligne              | Travis Barrett                                                                              | Ayoub Sahiri                                                                 | Jean Eric Habimana                                                             |
| Contre-la-montre             | Hamza Mansouri                                                                              | Jean Eric Habimana                                                           | Paul Daumont                                                                   |
| Juniors                      |                                                                                             |                                                                              |                                                                                |
| Course en ligne              | Etienne Tuyizere                                                                            | Mohammed Najib Sanbouli                                                      | Samuel Niyonkuru                                                               |
| Contre-la-montre             | Pedri Crause                                                                                | Etienne Tuyizere                                                             | Justin Chesterton                                                              |
| Contre-la-montre par équipes | Algérie Salah Eddine Ayoubi Cherki Abdelkrim Ferkous Mohamed Redwane Brinis Khaled Mansouri | Rwanda Valens Iradukunda Samuel Niyonkuru Etienne Tuyizere Hussein Mugabo    | Afrique du Sud Chanton Perrins Pedri Crause Justin Chesterton Jason Bruintjies |

## Podiums féminins
| Élites                       |                                                                                           |                                                                                     |                                                                                  |
| Course en ligne              | Carla Oberholzer                                                                          | Hayley Preen                                                                        | Vera Looser                                                                      |
| Contre-la-montre             | Carla Oberholzer                                                                          | Frances Janse van Rensburg                                                          | Vera Looser                                                                      |
| Contre-la-montre par équipes | Afrique du Sud Carla Oberholzer Hayley Preen Frances Janse van Rensburg Maroesjka Matthee | Rwanda Valantine Nzayisenga Jacqueline Tuyishimire Diane Ingabire Josiane Mukashema | Éthiopie Miheret Asegele Gebreyewhans Selam Ahama Gerefiel Serkalen Taye Watango |
| Espoirs                      |                                                                                           |                                                                                     |                                                                                  |
| Course en ligne              | Frances Janse van Rensburg                                                                | Diane Ingabire                                                                      | Valantine Nzayisenga                                                             |
| Contre-la-montre             | Frances Janse van Rensburg                                                                | Jacqueline Tuyishimire                                                              | Diane Ingabire                                                                   |
| Juniors                      |                                                                                           |                                                                                     |                                                                                  |
| Course en ligne              | Chanté Olivier                                                                            | Hapepa Eliwa                                                                        | Nesrine Houili                                                                   |
| Contre-la-montre             | Chanté Olivier                                                                            | Hapepa Eliwa                                                                        | Nesrine Houili                                                                   |
| Contre-la-montre par équipes | Afrique du Sud Amber Hindmarch Chanté Olivier Ainsli de Beer Mckenzie Pedro               | Égypte Habiba Edris Gana Eliwa Hapepa Eliwa Mariam Habib                            | Non attribué                                                                     |

## Podiums mixtes
| Élites                       | | | |
| Contre-la-montre par équipes | Afrique du Sud Ryan Gibbons Kent Main Gustav Basson Carla Oberholzer Frances Janse van Rensburg Hayley Preen | Rwanda Jacqueline Tuyishimire Jean Bosco Nsengimana Moïse Mugisha Jean Eric Habimana Diane Ingabire Valantine Nzayisenga | Éthiopie Serkalen Taye Watango Tsgabu Grmay Sintayehu Kebede Yared Beharu Selam Ahama Gerefiel Miheret Asegele Gebreyewhans |

## Tableaux des médailles
| Rang  | Nation         | Or | Argent | Bronze | Total |
| ----- | -------------- | -- | ------ | ------ | ----- |
| 1     | Afrique du Sud | 14 | 3      | 2      | 19    |
| 2     | Algérie        | 2  | 2      | 4      | 8     |
| 3     | Rwanda         | 1  | 8      | 5      | 14    |
| 4     | Égypte         | 0  | 3      | 0      | 3     |
| 5     | Maroc          | 0  | 1      | 0      | 1     |
| 6     | Éthiopie       | 0  | 0      | 2      | 2     |
| 6     | Namibie        | 0  | 0      | 2      | 2     |
| 8     | Burkina Faso   | 0  | 0      | 1      | 1     |
| Total | Total          | 17 | 17     | 16     | 50    |